# Celeno (filla d'Híam)
D'acord amb la mitologia grega, Celeno (en grec Κελαινώ, "fosca") va ser una filla d'Híam, cabdill foceu, i de Melanto.
Estimada per Apol·lo, fou mare de Delfos.